# Суит
„Суит“ (Sweet; до 1974 година: The Sweet) е британска глем рок група в Лондон.
Основана е през 1968 година. Получава известност благодарение на серия бъбългъм-сингли, но по-късно „утежнява“ звука си и се приближава към хардрока.
През 1970-те години, когато постига най-големите си успехи, групата включва Анди Скот, Стийв Прийст, Брайън Конъли и Мик Тъкър.